# Leucemia linfoblastica acuta a cellule B
La leucemia linfoblastica acuta a cellule B è un sottotipo della leucemia linfoblastica acuta in cui nella proliferazione maligna sono coinvolti i linfociti di tipo B.

## Incidenza e prevalenza
La leucemia linfoblastica acuta a cellule B è un tumore raro, la sua incidenza media è stimata essere di meno di 3 casi su 1 000 000 con prevalenza maggiore nei bambini.

## Eziologia
Le cause della leucemia a cellule b sono quasi del tutto ignote. Tuttavia vi è una correlazione tra esposizione a benzene e LLA.
Gli individui non allattati al seno, ma con latte artificiale e tirante materno hanno un rischio aumentato di sviluppare la leucemia linfoide acuta. Nella variante genetica della malattia di Alzheimer con gene NOTCH1 vi è una possibilità di ereditare il gene da generazione in generazione, tale mutazione porta all'insorgenza della leucemia linfoblastica acuta a cellule T e leucemia linfoblastica acuta pro-b.

### Stratificazione in base al rischio[1]
Si ha in base alla conta blastica, la stratificazione in base al rischio:
- LLA a basso rischio (6%) prognosi: 30-85%
- LLA a rischio standard (19%) prognosi: 25-75%
- LLA a rischio intermedio (32%) prognosi: 15-50%
- LLA ad alto rischio (34%) prognosi: 5-20%
- LLA ad altissimo rischio (9%) prognosi: 0-5%

## Sintomatologia
I sintomi delle leucemie acute linfoblastiche delle cellule b, hanno una sintomatologia simile se non identica a quella delle altre forme di LLA, tuttavia risulta essere asintomatica per molto tempo fino a sfociare in una crisi blastica, e dunque (in gergo medico) a leucemia fulminante. Rispetto alla LLA-T molto più raramente si riscontra un'infiltrazione nell'encefalo e dunque una meningosi leucemica.
I sintomi più frequenti sono:
- Febbre
- Infezioni
- Epatomegalia
- Splenomegalia
- Epato-splenomegalia
- Linfoadenopatia

La malattia tende ad essere asintomatica per 3 mesi nel 65% dei casi. Una diagnosi precoce, quando le cellule neoplastiche sono ancora limitate nel midollo osseo, garantisce una prognosi più favorevole, in quanto il numero dei linfoblasti è minore (sindrome pre-leucemica).

### Linfoadenosi aleucemica di tipo B
La linfadenosi leucemica (oppure pseudoleucemia linfatica) è una forma pre-leucemica della LLA-B in cui la leucemia non si è ancora sviluppata nel sangue periferico, pertanto non vi è la leucocitosi caratteristica delle leucemie, è una condizione rara seppur l'incidenza di 1 caso su 500 000 può essere un dato sottostimato in quanto questa malattia è asintomatica, ed molto raro scoprire questa quando è ancora aleucemica.

#### Sintomatologia e diagnosi
La pseudoleucemia linfatica è spesso una condizione asintomatica, la diagnosi spesso viene formulata solo in fase terminale, dove la linfoadenosi progredisce verso una crisi blastica e dunque una leucemia acuta. La diagnosi viene formulata solo tramite un agoaspirato del midollo osseo, in questa sindrome pre-leucemica i blasti del midollo osseo non superano mai il 25% della conta cellulare totale.

#### Trattamento e prognosi
Il trattamento si basa spesso sulla vigile attesa nei casi in cui il soggetto presenti un'età superiore ai 55 anni o minore ai 2 (in cui questa sindrome sia solo una leucemia linfoblastica aleucemica transitoria), tuttavia per evitare una evoluzione verso la infausta leucemia linfoblastica acuta si procede spesso verso il trapianto di midollo osseo, che porta questa sindrome verso una regressione, scongiurando quindi la progressione in leucemia linfoblastica acuta.

## Diagnosi
Per la diagnosi di una LLA-B (analogamente alle altre forme di leucemia) si procede dopo un esame obbiettivo ad un emocromo, se quest'ultimo evidenzia una leucocitosi, e, a volte piastrinopenia e emoglobinopatia senza la presenza di un'infezione in corso si procede ad un agoaspirato del midollo (decisivo per la diagnosi di qualunque leucemia), se quest'ultimo evidenzia una contra di linfoblasti superiore al 25% delle cellule del midollo osseo si ha una diagnosi di leucemia linfoide acuta; ma solo dopo la tipizzazione dei tessuti ed a un esame citogenetico si stabilisce il tipo di leucemia in base alle cellule colpite da tale disordine, ed alle mutazioni genetiche che ne predicono il trattamento e dunque un fattore prognostico.

### Morfologia
Analogamente alle altre forme di LLA la WHO ha stabilito tre tipi morfologici di LLA-b:
1. LLA-L1 (35%) Piccoli blasti con scarso citoplasma.
2. LLA-L2 (55%) Blasti medi con citoplasma variabile.
3. LLA-L3/Burkitt like (10%) Con caratteristiche tipiche del linfoma di Burkitt, blasti grandi o molto grandi a denso citoplasma.

## Classificazione

### Leucemia linfoblastica acuta COMMON[6]
La LLA COMMON è la forma più comune di leucemia linfoblastica acuta, è la forma più frequente di leucemia nei bambini, costituisce il 25% di tutte le leucemie linfoidi acute.
Spesso questa rara forma di leucemia viene indicata come LLA-CALLA+ (Common Acute Lymphoblastic Leukemia Antigene).

#### Mutazioni ed espressioni genetiche caratteristiche
La mutazione della LLA COMMON è la t(12;21), ed i linfoblasti nel 95% dei casi esprimono l'antigene CD10.

#### Terapie
La terapia di prima scelta per la forma COMMON è la chemioterapia ad altissime dosi, raramente accompagnata da trapianto di midollo osseo.

#### Prognosi
La LLA COMMON ha una prognosi nettamente migliore rispetto alle altre leucemie dello stesso tipo, la sopravvivenza a 5 anni nei bambini arriva al 75-80%, mentre negli adulti e nei giovani tocca il 60%.
Le recidive, estremamente frequenti negli adulti fanno abbassare la prognosi dal 5 al 30%.

### Leucemia linfoblastica acuta pre-B
La LLA-pre B è un tumore molto raro (2-5% di tutte le LLA) con un'incidenza di meno di 1 caso su 1 milione.

#### Classificazione
La LLA pre-B in base al grado di maturazione si distingue in:
- LLA pre-B tipica
- LLA early pre-B

##### LLA pre-B tipica
Questa forma, che costituisce il 40-60% di tutte le LLA pre-B, e l'1% di tutte le LLA, e la forma di leucemia linfoblastica acuta pre-B con il maggior grado di maturazione, il ciò però non altera la prognosi tipica delle LLA pre-B

##### LLA early pre-B
Questa forma costituisce il 40-60% delle LLA pre-B ed analogamente alla forma tipica l'1% di tutte le LLA. La forma early pre-B si caratterizza per uno stadio maturativo quasi indifferenziato (vedi Leucemia indifferenziata acuta). Ha una prognosi più scarsa rispetto alle altre forme di LLA. Spesso viene trattata impiegando sia gli schemi chemioterapici della LLA pre-B tipica che quelli della leucemia indifferenziata acuta.

#### Terapie
La terapia per la LLA pre-b prevede dai 6 ai 10 cicli di chemioterapia intensiva spesso accompagnata da trapianto di midollo osseo. Spesso vengono utilizzati protocolli sperimentali vista la bassa risposta alla chemioterapia.

#### Prognosi
La prognosi per questo tipo di leucemia è scarsa con sopravvivenza a 5 anni libera di malattia inferiore del 10-20%. Le anomalie genetiche che caratterizzano questa malattia rendono la malattia resistente ai farmaci causando ricadute e resistenze che portano generalmente al decesso del paziente con sopravvivenza media dagli 1 ai 7 mesi. La prognosi senza trattamento va dai 10 giorni ai 3 mesi.

### Leucemia linfoblastica acuta pro-B
La LLA pro-B è la terza forma più frequente di LLA negli adulti e la più frequente nei neonati, è caratterizzata da cellule linfocitiche piuttosto mature. È una malattia rara con 1-2 casi su 1 milione.

#### Terapie
La LLA pro-B viene trattata con reggimi di chemioterapia intensiva spesso seguita da trapianto di midollo osseo. Vengono spesso impiegati protocolli sperimentali a base di chemioterapia per aumentare la sopravvivenza.

#### Prognosi
La prognosi è scarsa con sopravvivenza libera da malattia a 5 anni al 15-30%. La sopravvivenza media è di 1 anno (forchetta: 1 mese-3 anni). Le ricadute costituiscono il 40% delle diagnosi di LLA pro-B.

### Leucemia linfoblastica acuta B matura
La LLA L3 è una rara forma di leucemia linfoblastica acuta in cui vi è una proliferazione di linfociti B molto maturi. L'incidenza media è di 1 caso su milione.

#### Terapie
Per trattare la LLA L3 vengono impiegati agenti chemioterapici citotossici ad alti dosaggi, non si ricorre quasi mai a trapianto di midollo osseo. La remissione alla malattia è del 97% al primo blocco chemioterapico.

#### Prognosi
La prognosi è migliore rispetto agli altri tipi di LLA ma non vicina a quelli della LLA COMMON. I tassi di sopravvivenza sono del 60-75% a 2 anni e del 50% a 5 anni dalla diagnosi. Le recidive sono infrequenti (20% dei casi di LLA L3) e lì la sopravvivenza a 2 anni è del 20%.

### Leucemia acuta linfoblastica pre-B con ipereosinofilia
La LLA pre-B con ipereosinofilia è una malattia estremamente rara con 35 casi riportati nella letteratura medica, l'incidenza annuale è di quasi 1 caso su miliardo.
La LLA pre-B ipereosinofila è da considerarsi un'entità distinta dalla LLA pre-B poiché esprime caratteri e decorso differente rispetto alle altre forme di LLA.

#### Diagnosi e caratteristiche
Al momento della diagnosi in questa leucemia, nel sangue periferico vi è a parte un'alta conta di linfoblasti anche una notevole conta di eosinofili.
Questo tipo di LLA nel decorso clinico presenta un importante interessamento del sistema cardiocircolatorio, un'alta sensibilità a gravi shock anafilattici ed un grave distress respiratorio aggravato da una correlata malattia cardiaca.

#### Terapie
Essendo una malattia orfana non ci sono protocolli per trattare tale forma di leucemia, per questo si ricorre al trattamento usato per la LLA pre-B. Si ricorre sempre a dei protocolli sperimentali di terapia genica e trapianti ematopoietici accompagnati da altissimi dosaggi di chemioterapia.

#### Prognosi
Non ci sono abbastanza casi per stabilire un valore prognostico. Sui 35 casi di tale patologia 10 sono deceduti al primo blocco di chemioterapia, altri 14 non hanno superato i 12 mesi, 6 sono deceduti per complicanze cardiovascolari, il resto hanno presentato una recidiva precoce e solo uno dopo terapia genica ha avuto una remissione completa.

### Leucemia linfoide acuta con cellule a specchio
È una forma di leucemia estremamente rara con meno di 45 casi riportati nella letteratura medica. Presenta un andamento piuttosto cronico e recidivante, i linfoblasti sono molto maturi. È una forma somigliante alla leucemia linfatica cronica. L'età media della diagnosi è di 45 anni.

#### Terapie
La terapia impiegata nel trattamento di questa leucemia include la chemioterapia ad alti dosaggi. Il trapianto di midollo osseo spesso non è praticabile per le condizioni cliniche del paziente o l'impossibilità di trovare un donatore idoneo alla procedura. I pazienti non rispondono mai ai trattamenti chemioterapici e si va spesso incontro a recidive.

#### Prognosi
La prognosi è piuttosto buona. Su 45 pazienti solo uno è deceduto nell'anno, 2 sono deceduti nei successivi 2 anni per complicanze alla chemioterapia, 3 pazienti sono liberi da malattia, mentre la sopravvivenza nel resto è variata dai 3 ai 7 anni.

## Leucemia linfoblastica acuta congenita di tipo B[12]
La leucemia linfoide acuta a precursori delle cellule B con presentazione congenita è estremamente rara con meno di 140 casi descritti in tutta la letteratura medica ed una prevalenza stimata di 1 su 5 000 000 nati vivi.

### Terapie
La terapia usata nel trattamento di questa rarissima forma di leucemia è la chemioterapia, il trapianto di midollo osseo, e la terapia genica. Viene impiegato il protocollo INTER-FANT-99 nella totalità dei casi, tuttavia il trattamento è oggetto di un'alta tossicità a livello metabolico, il trattamento è agli ultimi step della sperimentazione.

### Prognosi
La prognosi a 2 anni è del 20%, ma solo 17% di tutti i neonati affetti da questa neoplasia giunge fino all'ultimo follow-up, il tasso di incidenza delle recidive è del 60% (significativamente più alto rispetto alla norma).